# Vučak (Glogovac)
Pour les articles homonymes, voir Vučak.
Vuçak en albanais et Vučak en serbe latin (en serbe cyrillique : Вучак) est une localité du Kosovo située dans la commune/municipalité de Gllogoc/Glogovac, district de Pristina (Kosovo) ou district de Kosovo (Serbie). Selon le recensement kosovar de 2011, elle compte 369 habitants, dont 368 Albanais.

## Démographie

### Évolution historique de la population dans la localité
| 1948 | 1953 | 1961 | 1971 | 1981 | 1991 | 2011 |
| ---- | ---- | ---- | ---- | ---- | ---- | ---- |
| 152  | 166  | 221  | 227  | 296  | 376  | 369  |

|  |